# 张伯声
张伯声（1903年6月20日—1994年4月4日），男，河南荥阳人，中国构造地质学家。

## 生平
曾就读于河南留学欧美预备学校，1926年毕业于清华学校。1928年获美国芝加哥大学化学系学士学位。1980年当选为中国科学院学部委员(院士)。曾任西北大学教授、副校长，西安地质学院教授、院长、名誉院长。